# Gerdberndia atricolor
Gerdberndia atricolor är en skalbaggsart som beskrevs av Holzschuh 1982. Gerdberndia atricolor ingår i släktet Gerdberndia och familjen långhorningar.
Artens utbredningsområde är Nepal. Inga underarter finns listade i Catalogue of Life.